# مدودنگتسا
مدودنگتسا (به لاتین: Medvednica) یک رشته‌کوه در کرواسی است.